# 마렌 룬뷔
마렌 올스타 룬뷔(노르웨이어: Maren Olstad Lundby, 1994년 9월 7일~)는 노르웨이의 여자 스키 점프 선수이다. 2018년 동계 올림픽 스키 점프 노멀힐에서 카타리나 알트하우스와 다카나시 사라를 꺾고 우승하였다.